# Prairie City (Iowa)
Prairie City – miasto w Stanach Zjednoczonych, w stanie Iowa, w hrabstwie Jasper. W 2000 roku liczyło 1365 mieszkańców.